# Unia na rzecz Większości Prezydenckiej
Unia na rzecz Większości Prezydenckiej, UMP (fr. Union pour la Majorité Présidentielle) – koalicja  partii politycznych w Dżibuti. Została założona w 2003 roku. Liderem UMP jest urzędujący prezydent Ismail Omar Guelleh. 
Unia na rzecz Większości Prezydenckiej jest koalicją czterech partii politycznych: RPP, Front pour la Restoration de l'Unité et de la Démocratie (FRUD), Narodowa Partia Demokratyczna (PND), Socjaldemokratyczna Partia Ludowa (PPSD).
W ostatnich wyborach parlamentarnych zdobyła 87,83% głosów, co dało jej 57 mandatów w Zgromadzeniu Narodowym.

## Wyniki wyborów parlamentarnych
Unia na rzecz Większości Prezydenckiej od chwili swojego powstania bierze udział w każdych wyborach do Zgromadzenia Narodowego. W obecnej kadencji w Zgromadzeniu Narodowym zasiada 57 przedstawicieli Unii na rzecz Większości Prezydenckiej.
| Wybory | Procent głosów | Liczba mandatów | +/- |
| ------ | -------------- | --------------- | --- |
| 2003   | 62,70%         | 65              |     |
| 2008   | 94,06%         | 65              |     |
| 2013   | 61,50%         | 55              | 10  |
| 2018   | 87,83%         | 57              | 2   |